# Darron Gibson
Pour l’article homonyme, voir Gibson.
Darron Gibson, né le 25 octobre 1987 à Derry (Irlande du Nord), est un footballeur international irlandais qui évolue au poste de milieu de terrain à Salford City.

## Biographie
Le 13 janvier 2012, il quitte Manchester United et signe un contrat de quatre ans et demi en faveur d'Everton.
Le 30 janvier 2017, Gibson s'engage pour un an et demi avec le Sunderland AFC.
Le 3 août 2018, il rejoint Wigan Athletic.

## Palmarès

### En club
- Manchester United
  - Champion d'Angleterre en 2011
  - Vice-champion d'Angleterre en 2010
  - Vainqueur de la League Cup en 2009 et 2010
  - Vainqueur de la Coupe du monde des clubs en 2008.